# سیارک ۱۸۶۹۷
سیارک ۱۸۶۹۷ (به انگلیسی: 18697 Kathanson، نامگذاری:1998HB39) هجده هزار و ششصد و نود و هفتمین سیارک کشف شده‌است که در ۲۰ آوریل ۱۹۹۸ کشف شد.
قدر مطلق سیارک برابر ۱۷.۸ است.